# Прево, Жан-Луи (невролог)
Жан-Луи Прево (фр. Jean-Louis Prévost, 12 мая 1838 — 12 сентября 1927) — швейцарский врач, невропатолог и физиолог. Дальний родственник медика Жана-Луи Прево

## Образование
Жан-Луи Прево учился в Цюрихе, Берлине и Вене. В 1864 году проходил обучение в интернатуре под руководством Альфреда Вульпиана (1826—1887). После получения диплома врача в 1868 году в Париже он возвращается в Женеву и начинает работать в лаборатории Августуса Валлера (1816—1870). В 1876 Жан-Луи Прево присуждено звание профессора терапии в женевского Университета, а в 1897 становится преемником Морица Шиффа (1823—1896) и занимает должность профессора физиологии, на которой находится до конца 1913 года.

## Научная деятельность
Научная деятельность Прево связана с нейрофизиологией, в области которой он опубликовал более 60 книг и оригинальных статей. Еще будучи студентом, Прево работал с «Jules Cotard» (1840—1887) в проекте по изучению размягчения головного мозга (энцефаломаляция) и был соавтором в публикации результатов этой работы: «Etudes physiologiques et pathologiques sur le ramollissment cérébral». Вместе с «Jacques-Louis Reverdin» (1848—1929) и «Constant-Edouard Picot» (1844—1931) Прево был соучредителем рецензируемого журнала «Revue médicale de la Suisse».

## Ученики
- Жюль Дежерин (1849—1917) — французский невролог
- Поль Шарль Дюбуа (1848—1918) — швейцарский невропатолог

## Эпоним
Симптом Прево или Déviation conjuguée был впервые описан ученым в 1868 году в его докторской диссертации.

## Публикации
- «Observation de paralysie infantile; lésions des muscles et de la moelle», in:  Comptes rendus et Mémoires de la Société de Biologie, 1865, 17, 215—218.
- De la déviation conjuguée des yeux et de la rotation de la tête dans certains cas d’hémiplégie. [Thèse de médecine], Victor Masson et fils (Paris) , 1868, Texte intégral Архивная копия от 13 марта 2016 на Wayback Machine.
- Extrait d’un rapport adressé à son excellence M. le ministre de l’Instruction publique sur les études médicales en Allemagne, [s.l.], Imprimerie impériale, 1868.
- «Contribution à l’étude des trémulations fibrillaires du cœur électrisé», in: Rev Med Suisse Romande 1898;18:545-86.
- Contribution à l'étude des trémulations fibrillaires de cœur électrisé, Georg & Company, 1898.

В соавторстве:
- Études physiologiques et pathologiques sur le ramollissement cérébral, [Mémoire lu à la Société de biologie dans le mois de décembre 1868], A. Delahaye (Paris), 1866, Texte intégral Архивная копия от 6 марта 2016 на Wayback Machine.
- La mort par les décharges électriques, Masson et Cie (Paris), 1899.